# Angie Diaz
Angie Díaz (11 de septiembre de 1988) es una actriz australiana conocida por haber interpretado a la ranger rosa Vida Rocca en Power Rangers Mystic Force. También es conocida por interpretar a Sarah en The View De Gre enhaven, comenzó a ser amiga de Firass Dirani también actor de la serie.

## Filmografía

### TV
- Heidi Bienvenida A Casa (2018) .... Brigitte
- Power Rangers Mystic Force (2006) Series de TV ....  Vida Rocca / Ranger Místico rosa / Guerrera Legendaria Rosa
- All Saints (2007) Series de TV .... Rachel Douglas
- The View from Greenhaven (2008) Series de TV .... Sarah

### Cine
- Presagio (2009) .... Reportera